# 尤哈尼·苏塔里宁
尤哈尼·苏塔里宁（芬蘭語：Juhani Suutarinen，1943年5月24日—），芬兰男子冬季两项运动员。他曾代表芬兰参加1968年、1972年和1976年冬季奥林匹克运动会冬季两项比赛，共获得二枚银牌。